# Окаванго (Намибия)
Окаванго (англ. Kavango Region) — является одной из 13 административных областей Намибии и находится на крайнем северо-востоке страны. Площадь области составляет 43 418 км². Численность населения 292 418 человек (на 2010 год). Административный центр — город Рунду, с населением более 20 тысяч человек. Другие города провинции — Нкуренкури и Дивунду.

## География

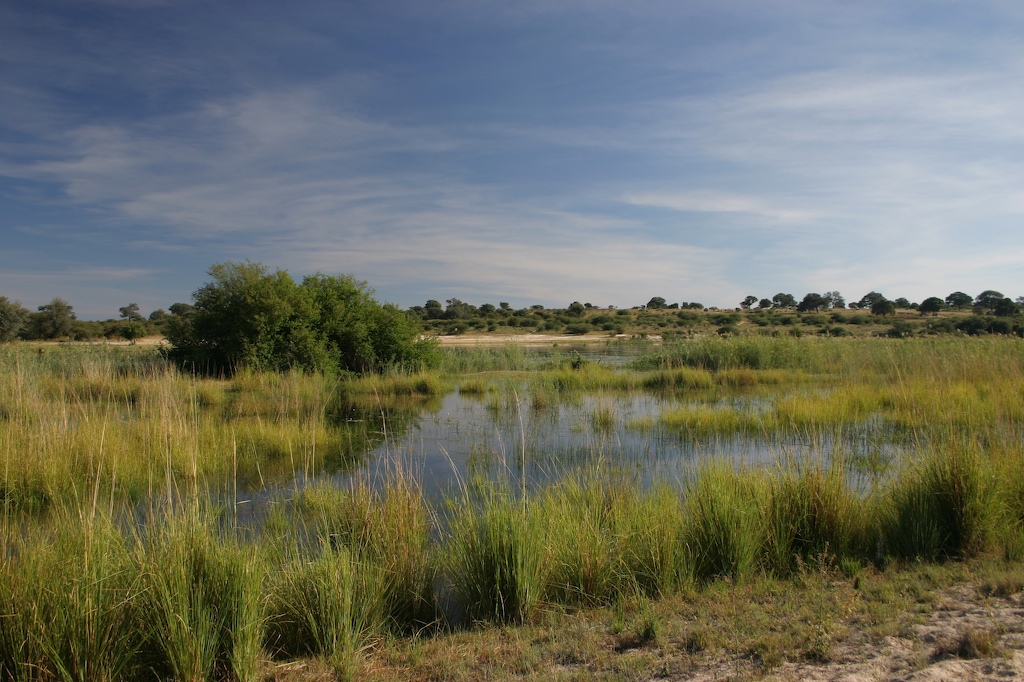
На реке Окаванго

В геологическом отношении Окаванго представляет собой северное продолжение плато Калахари и находится на высоте более 1000 метров над уровнем моря. Так как здесь ежегодно выпадает значительное количество осадков, область Окаванго выгодно отличается от засушливых центральных и южных районов Намибии обилием растительности. Территория области также орошается водами реки Окаванго и её притоков. По этой реке на протяжении 400 километров проходит граница между Намибией и Анголой. На юго-востоке область граничит с Ботсваной.
На территории области Окаванго расположены национальные парки Хаудум и Мангетти, а также заповедник Маханго.

## Население
Названа по имени проживающей здесь народости каванго.

## Административное деление
В административном отношении область Окаванго подразделяется на 9 избирательных районов.
- Mpungu
- Kahenge
- Kapako
- Rundu Rural West
- Rundu Urban
- Rundu Rural East
- Mashare
- Ndiyona
- Mukwe